# Frugières-le-Pin
Frugières-le-Pin – miejscowość i gmina we Francji, w regionie Owernia-Rodan-Alpy, w departamencie Górna Loara.
Według danych na rok 1990 gminę zamieszkiwało 131 osób, a gęstość zaludnienia wynosiła 11 osób/km² (wśród 1310 gmin Owernii Frugières-le-Pin plasuje się na 713. miejscu pod względem liczby ludności, natomiast pod względem powierzchni na miejscu 743.).